# Lill-Stensträsket
Lill-Stensträsket är en sjö i Skellefteå kommun i Västerbotten och ingår i Skellefteälvens huvudavrinningsområde. Sjön har en area på 0,123 kvadratkilometer och ligger 84,1 meter över havet. Sjön avvattnas av vattendraget Brännbäcken.

## Delavrinningsområde
Lill-Stensträsket ingår i det delavrinningsområde (717813-172932) som SMHI kallar för Inloppet i Skråmträsket. Medelhöjden är 124 meter över havet och ytan är 18,58 kvadratkilometer. Det finns inga avrinningsområden uppströms utan avrinningsområdet är högsta punkten. Brännbäcken som avvattnar avrinningsområdet har biflödesordning 3, vilket innebär att vattnet flödar genom totalt 3 vattendrag innan det når havet efter 38 kilometer. Avrinningsområdet består mestadels av skog (69 procent) och jordbruk (13 procent). Avrinningsområdet har 0,86 kvadratkilometer vattenytor vilket ger det en sjöprocent på 4,6 procent.